# Sporetus probatioides
Sporetus probatioides es una especie de escarabajo longicornio del género Sporetus, tribu Acanthocinini, subfamilia Lamiinae. Fue descrita científicamente por Bates en 1864.
La especie se mantiene activa durante los meses de octubre y noviembre.

## Descripción
Mide 8,5-9,5 milímetros de longitud.

## Distribución
Se distribuye por Argentina, Brasil y Paraguay.